# Steblivka, Zdolbuniv
Steblivka (în ucraineană Стеблівка) este un sat în comuna Spasiv din raionul Zdolbuniv, regiunea Rivne, Ucraina.

## Demografie
Componența lingvistică a localității Steblivka
     Ucraineană (99,02%)
     Alte limbi (0,98%)
Conform recensământului din 2001, majoritatea populației localității Steblivka era vorbitoare de ucraineană (99,02%), existând în minoritate și vorbitori de alte limbi.